# Type-Moon
Type-Moon (яп. タイプムーン, TYPE-MOON) — всесвітньовідомий японський розробник відеоігор. Компанія, здебільшого, відома саме як розробник популярних візуальних новел Tsukihime та Fate/stay night.

## Роботи

### Візуальні новели
- Kara no Kyoukai (1998, перевидання в 2004 та 2007).

### Серія Tsukihime
- Tsukihime (2000).
- Tsukihime PLUS-DISC (2001).
- Kagetsu Tohya (2001).
- Tsukibako (2003).
- Tsukihime (ремейк оригінальної гри, 26 серпня 2021).

### Серія Fate
- Fate/stay night (30 січня, 2004)
- Fate/hollow ataraxia (28 жовтня, 2005).
- Fate/zero (12 грудня, 2006)
- Fate/tiger colosseum (13 вересня, 2007)
- Fate/Unlimited Codes (заплановано на 2009 рік)

### Серія Melty Blood
- Melty Blood (2002).
- Melty Blood ReACT (травень 2004).
- Melty Blood ReACT Final Tuned
- Melty Blood: Act Cadenza (2006).
- Melty Blood: Act Cadenza Version B (27 липня 2007).
- Melty Blood: Actress Again (19 вересня 2008).

### Mahōtsukai no Yoru
- Mahōtsukai no Yoru (заплановано на 2009 рік)

### Girls' Work
- Girls' Work

### Other works
- 428: Fūsa Sareta Shibuya de — сценарій цієї гри був адаптований в аніме Canaan.[1]